# Phrixgnathus microreticulatus
Phrixgnathus microreticulatus är en snäckart som först beskrevs av Suter 1890.  Phrixgnathus microreticulatus ingår i släktet Phrixgnathus och familjen punktsnäckor. Inga underarter finns listade i Catalogue of Life.